# Tihamér Tóth
Tihamér Tóth (Szolnok, 14 de janeiro de 1889 – Budapeste, 5 de maio de 1939) foi um sacerdote católico húngaro, bispo de Veszprém, que se destacou como pregador e por sua dedicação à pastoral de jovens e estudantes.

## Biografia

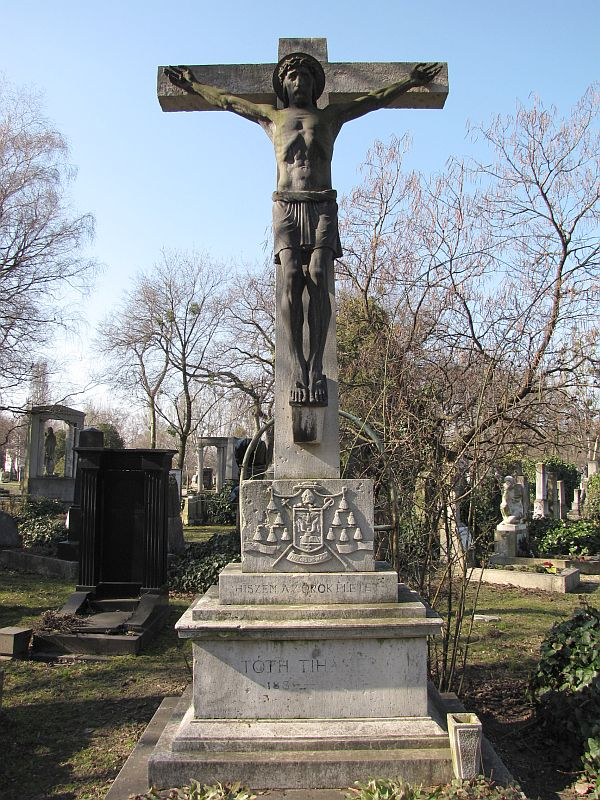
Sepultura de Tihamér Tóth no Cemitério de Kerepesi em Budapeste.

Era o terceiro dos cinco filhos de matrimônio formado por Anna Prisztella e o advogado Mátyás Tóth, falecido em 1895.
Se formou no seminário menor de Eger, terminou os estudos secundários, continuando sua formação em Teologia em Budapeste, Paris e Viena, obtendo o doutorado e sendo ordenado presbítero em 1911.
Trabalhou como vigário e catequista. Posteriormente atuou nas frentes sérvia e russa como capelão castrense do exército austro-húngaro durante a Primeira Guerra Mundial, cargo que abandonou em 1915 por motivos de saúde.
Foi professor na Universidade de Pazmany em 1924 e coordenador do seminário de Budapeste, do qual foi nomeado reitor em 1931.
Em 30 de maio de 1938, foi nomeado pelo Papa Pío XI bispo-coadjutor de Veszprém, e depois de falecer o bispo Nándor Rotta, o sucedeu na mesma diocese em 3 de março de 1939.
Morreu em 5 de maio de 1939 devido à encefalite após uma operação cirúrgica. Em 1943, iniciou-se seu processo de beatificação.

## Obra
Escreveu numerosos ensaios de orientação à juventude pretendendo atraí-la ao catolicismo. Muitos deles alcançaram grande êxito e foram traduzidos a mais de dezesseis idiomas. Em português foram publicados, entre outros, os seguintes títulos:
- O jovem de caráter;
- A boa educação;
- O significado do Natal;
- O adolescente por volta da idade ingrata: Aviso aos pais e educadores;
- O caminho da vitória;
- A Igreja Católica;
- Creio em Deus;
- O Redentor;
- Pureza e formosura;
- A vida Eterna;
- Os dez mandamentos;
- Quem é Cristo?;
- A religião e a juventude;
- A casta adolescência.